# 恵山 (砕氷艦)
恵山（えさん）は、大日本帝国海軍が建造を計画した砕氷艦。艦名は北海道渡島半島東端に位置する恵山岬に由来する。

## 概要
日本海軍は砕氷艦大泊の運用経験を元に、より大型の新型砕氷艦の建造を計画した。この新型砕氷艦は1942年（昭和17年）度の⑤計画において仮称第846号艦として1隻が室蘭造船所にて建造を予定されていた。その後、ミッドウェー海戦による改⑤計画への移行に伴い、新たに仮称第5419号艦として1隻の建造が予定され、設計も完了していたが、着工される事は無かった。なお、「恵山」は第5419号艦に予定されていた艦名である。

## 諸元
- 基準排水量：7,040t
- 機関：レシプロ機関 9,000馬力
- 速力：17kt
- 武装：
  - 12.7cm連装高角砲2基
  - 25mm三連装機銃4基
- 搭載航空機：水上偵察機1機
- その他：1mの砕氷能力